# Бирон, Шарль Арман II де Гонто
Шарль Арман де Гонто, 2-й герцог де Бирон (фр. Charles Armand de Gontaut-Biron, 2e duc de Biron; 5 августа 1663 — 23 июля 1756) — французский полководец, маршал Франции с 14 июня 1734 года.

## Биография
Правнук маршала Армана де Гонто-Бирона и родственник ещё трёх маршалов из рода Гонто-Биронов, превосходно служил при Людовике XIV и Людовике XV.
Командовал французским авангардом в сражении при Ауденарде (1708 год) и заметил первый обходной манёвр Мальборо. Однако, в силу численного перевеса противника, оказался неспособен изменить ход дальнейших событий.
Был женат на Марии Антонине де Ботрю-Ножан, племяннице Антуана Номпара де Комона, герцога де Лозена. У них было 14 детей, в том числе:
- Луи Антуан де Гонто (1700—1788), маршал Франции, 6 герцог Бирон.
- Шарль-Антуан (1708—1800), 7 герцог де Бирон, отец мемуариста Армана Луи де Гонто-Бирона (1747—1783).
- Юдит-Шарлотта, муж — скандально известный Ахмет-паша.